# Stoenești (Berislăvești), Vâlcea
Stoenești este satul de reședință al comunei Berislăvești din județul Vâlcea, Muntenia, România.
 Acest articol despre o localitate din județul Vâlcea este deocamdată un ciot. Puteți ajuta Wikipedia prin completarea lui.